# ويلفريد دالمات
ويلفريد دالمات (17 يوليو 1982 بتور في فرنسا - ) (بالفرنسية: Wilfried Dalmat)‏ هو لاعب كرة قدم فرنسي في مركز الوسط. لعب مع أوردو سبور وأولمبيك مارسيليا وبولو سبور وراسينغ سانتاندير وستاندارد لييج وكارسياكا ونادي بانيتوليكوس ونادي شاتورو ونادي غرونوبل ونادي كلوب بروج ونادي ليتشي ونادي مونز ونادي نانت ورويال وايت ستار بروكسل ‏.

## وصلات خارجية
- ويلفريد دالمات على موقع اتحاد تركيا (لاعب) (الإنجليزية)
- ويلفريد دالمات على موقع رابطة كرة القدم الفرنسية للمحترفين (الإنجليزية)
- ويلفريد دالمات على موقع قاعدة بيانات كرة القدم.إي يو (الإنجليزية)
- ويلفريد دالمات على موقع ليكيب (الفرنسية)
- ويلفريد دالمات على موقع ناشيونال فوتبول تيمز (الإنجليزية)
- ويلفريد دالمات على موقع Soccerway.com (الإنجليزية)
- ويلفريد دالمات على موقع عالم كرة القدم.نت (الإنجليزية)